# Czarny Las (Ruda Śląska)
Czarny Las (śl. Szwarcwald, niem. (Beuthener) Schwarzwald) – najmniejsza i najmłodsza dzielnica Rudy Śląskiej. 12 stycznia 2006 roku wydzielona decyzją Rady Miasta z dzielnic Wirek i Nowy Bytom; 1890-1922 część Bytomia. Obecnie znajduje się tu Ciężki Schron Bojowy nr 33 należący do punktu oporu Wzgórze 319 oraz siedziba Sądu Rejonowego. 

## Nazwa
Nazwa Czarny Las była po raz pierwszy wzmiankowana w języku polskim w 1668 r. jako "Miejski Czarny Las". Określenie „czarny las” mogło pochodzić od porastających ten teren drzew iglastych. 

## Obszar
W przeszłości jako Czarny Las określano znacznie większy obszar niż obecnie, obejmujący dzisiejszy Nowy Bytom i Zgodę. Obecnie pojęcie to oznacza dzielnicę miasta Ruda Śląska, wydzieloną w 2006 r. na pograniczu Bielszowic, Wirku, Rudy i Nowego Bytomia. 

## Historia
Od średniowiecza był to obszar leśny, należący do miasta Bytomia. W latach 1884–1885 wzniesiono kościół św. Józefa (obecnie nieistniejący). Teren Czarnego Lasu odłączono od Bytomia w 1922 r., po przyłączeniu Czarnego Lasu do Polski. Czarny Las znalazł się wtedy w nowej samodzielnej gminie Nowy Bytom (początkowo zwanym Polskim Bytomiem). Nowy Bytom wraz z Czarnym Lasem w 1959 roku znalazł się w granicach Rudy Śląskiej jako dzielnica administracyjna. 
W 2006 roku Rada Miasta zdecydowała się wydzielić na niewielkim obszarze dzielnicę Czarny Las.
W 2016 roku wybudowano przy ul. Bukowej nowy gmach Sądu Rejonowego. Wcześniej sąd znajdował się w budynku starego ratusza w Wirku.

## Zabytki
- Kościół p.w. Ducha Świętego (1937) - ul. Cynkowa. Kamień węgielny pod budowę kościoła poświęcono 11 lipca 1937 r.[7] Autorem projektu był Jan Affa.
- Ciężki schron bojowy (1937) - ul. Cynkowa. Polski schron dawnej linii umocnień Obszaru Warownego "Śląsk". Wyposażony jest w kopułę pancerną i półkopułę.
- Kamienica mieszkalno-usługowa (1915) - ul. 1 Maja 363.

## Transport

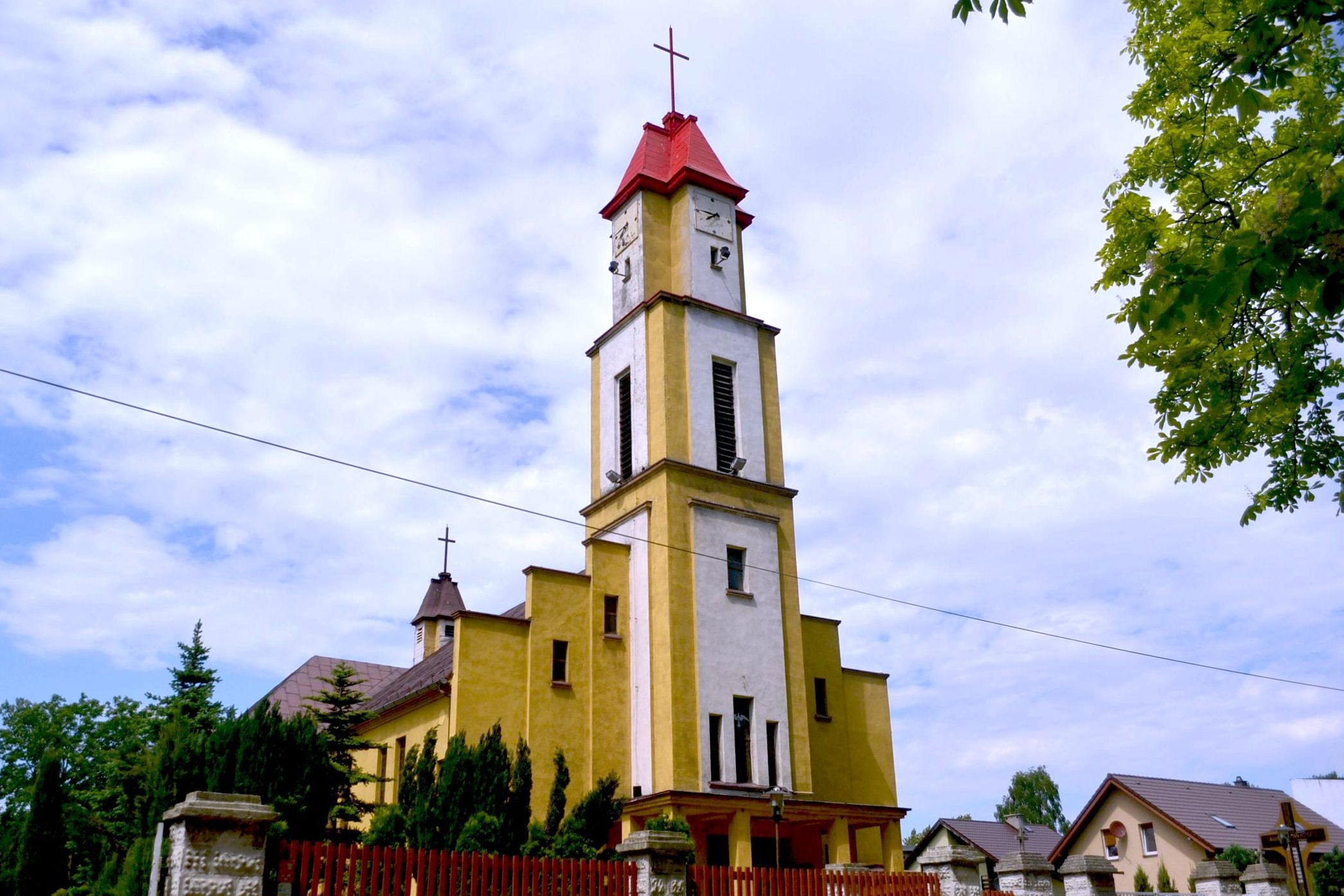
Kościół pod wezwaniem Ducha Św. w Czarnym Lesie

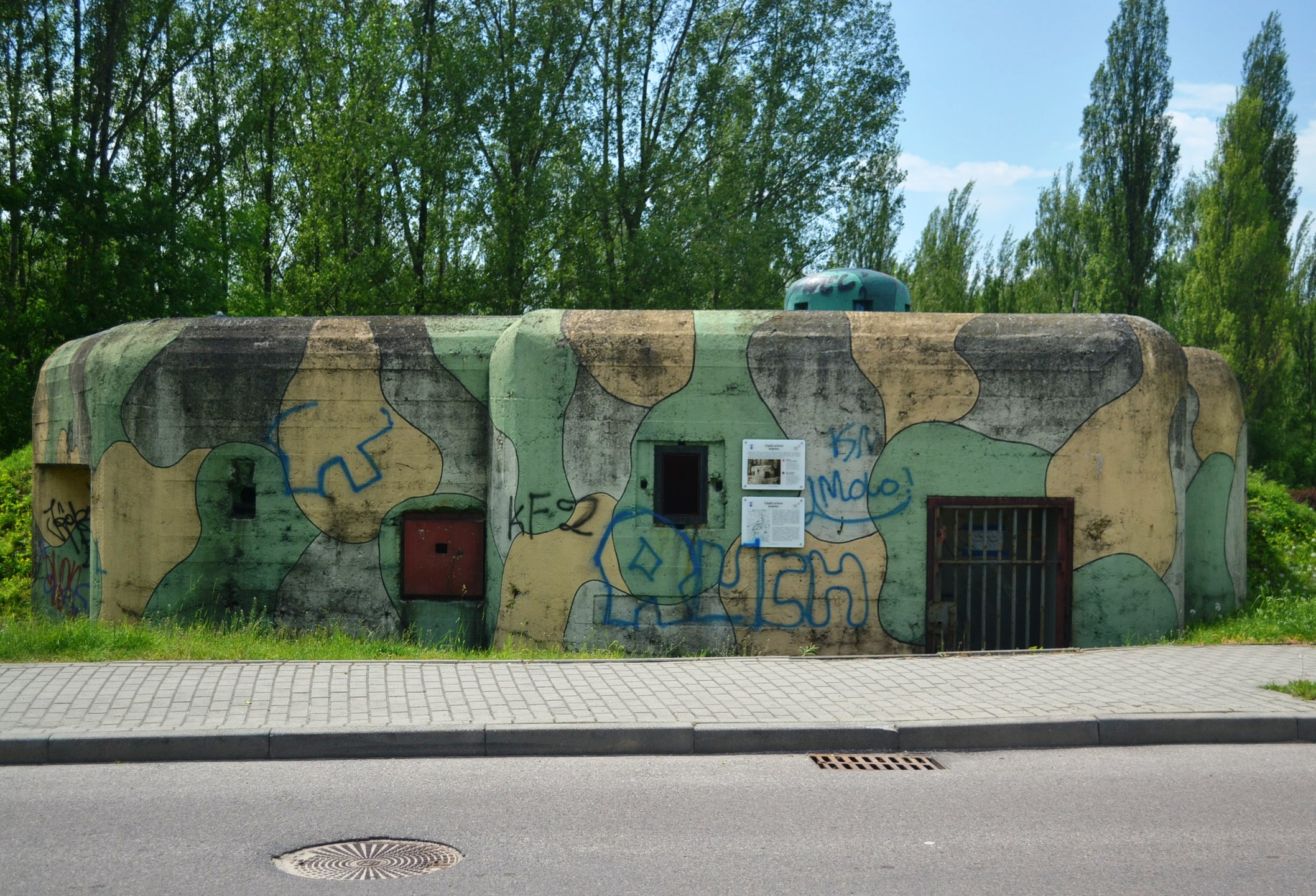
Schron bojowy w Czarnym Lesie

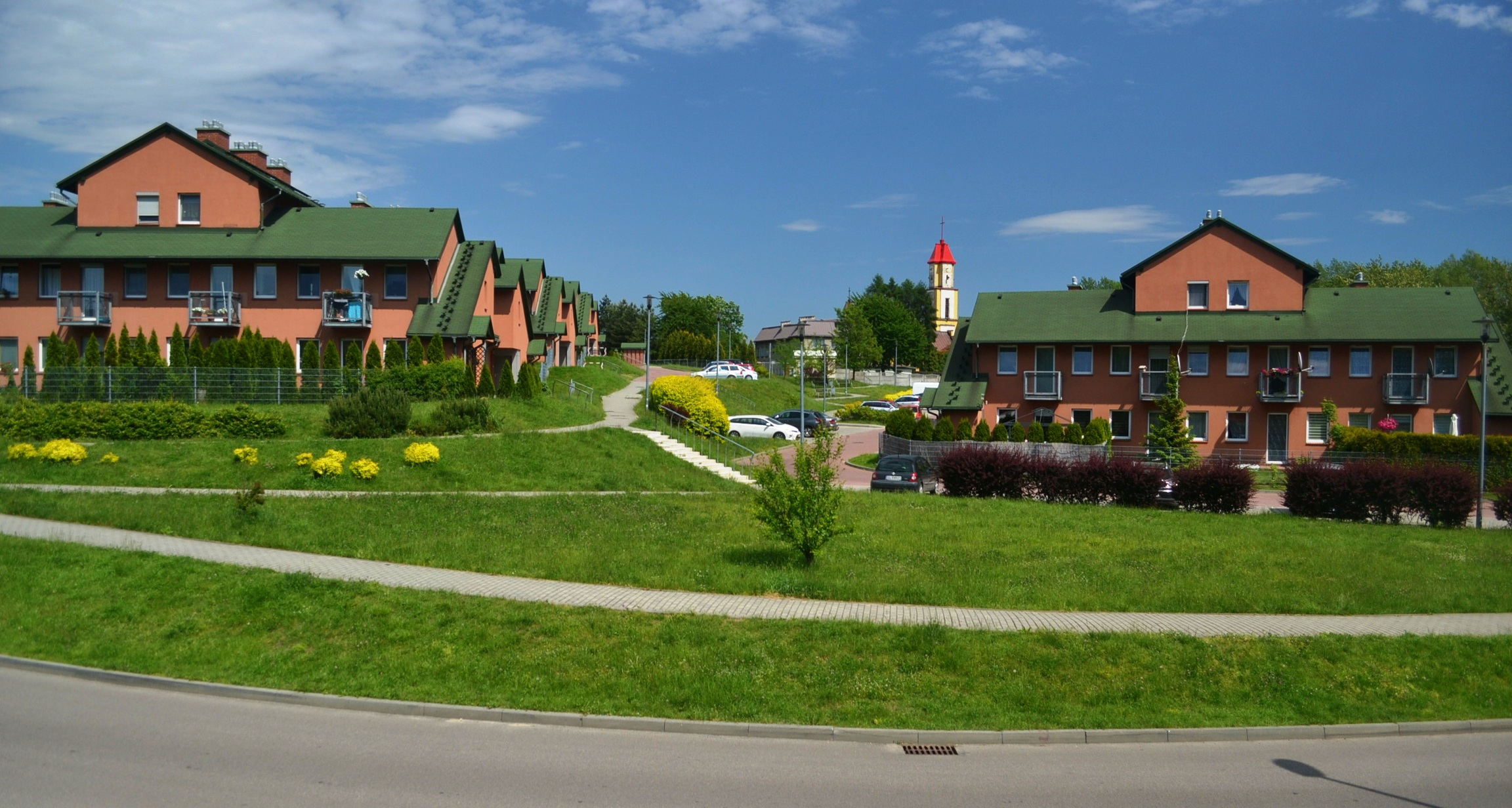
Osiedle przy ulicy Cynkowej w Czarnym Lesie

Przez dzielnice przebiega droga wojewódzka nr 925 oraz Trasa N-S łącząca Drogową Trasę Średnicową z autostradą A4. Przy skrzyżowaniu w centralnej części zatrzymują się kluczowe dla miasta linie komunikacyjne: 6, 23, 39, 146, 147, 155, 199, 230 oraz 255. Linie przebiegają przez każdą dzielnice miasta, oraz pozwalają dotrzeć do miasta ościennych: Bytomia, Chorzowa, Gliwic, Katowic, Świętochłowic i Zabrza.